# Коламбус (Іллінойс)
Коламбус (англ. Columbus) — селище (англ. village) в США, в окрузі Адамс штату Іллінойс. Населення — 114 особи (2020).

## Географія
Коламбус розташований за координатами 39°59′17″ пн. ш. 91°8′43″ зх. д. / 39.98806° пн. ш. 91.14528° зх. д. (39.988126, -91.145242).  За даними Бюро перепису населення США в 2010 році селище мало площу 0,65 км², уся площа — суходіл.

## Демографія
Згідно з переписом 2010 року, у селищі мешкало 99 осіб у 40 домогосподарствах у складі 27 родин. Густота населення становила 152 особи/км².  Було 44 помешкання (67/км²).
Расовий склад населення:
| - 96,0 % — білих - 1,0 % — чорних або афроамериканців |

До двох чи більше рас належало 3,0 %. Частка іспаномовних становила 0,0 % від усіх жителів.
За віковим діапазоном населення розподілялося таким чином: 19,2 % — особи молодші 18 років, 63,6 % — особи у віці 18—64 років, 17,2 % — особи у віці 65 років та старші. Медіана віку мешканця становила 40,1 року. На 100 осіб жіночої статі у селищі припадало 94,1 чоловіків;  на 100 жінок у віці від 18 років та старших — 95,1 чоловіків також старших 18 років.
Середній дохід на одне домашнє господарство  становив 43 723 долари США (медіана — 38 750), а середній дохід на одну сім'ю — 50 153 долари (медіана — 43 250). За межею бідності перебувало 12,5 % осіб, у тому числі 0,0 % дітей у віці до 18 років та 19,0 % осіб у віці 65 років та старших.
Цивільне працевлаштоване населення становило 30 осіб. Основні галузі зайнятості: освіта, охорона здоров'я та соціальна допомога — 23,3 %, виробництво — 20,0 %, роздрібна торгівля — 16,7 %, будівництво — 16,7 %.